# Hozeh de Lublin
Pour les articles homonymes, voir Horowitz.
Yaakov Yitzhak Horowitz, (polonais : Jakub Izaak Horowicz, hébreu : יעקב יצחק הורוביץ), connu comme Le Hozeh de Lublin (hébreu : החוזה מלובלין, le Voyant de Lublin), ou simplement comme le "Hozeh", (1745-15 juillet 1815) est un rabbin hassidique de Pologne.
Figure du mouvement hassidique, il devient connu sous le nom Hozeh, qui signifie «prophète» ou  «visionnaire» en hébreu, en raison de sa grande force intuitive.
C'est un disciple du Maguid de Mezeritch, Dov Baer de Mezeritch. À la mort de ce dernier, il poursuit ses études auprès de Rabbi Shmouel Shmelke de Nilkolsburg et de Rabbi Elimelekh de Lizhensk.
Il vit pendant un certain temps à Łańcut avant de passer à Lublin.